# Xanthia stupenda
Xanthia stupenda là một loài bướm đêm trong họ Noctuidae.